# Atletica leggera ai Giochi della XXVII Olimpiade - Lancio del martello maschile
Il lancio del martello ha fatto parte del programma di atletica leggera maschile ai Giochi della XXVII Olimpiade. La competizione si è svolta nei giorni 23-24 settembre 2000 allo Stadio Olimpico di Sydney.

## Presenze ed assenze dei campioni in carica
| Competizione         | Atleta            | Prestazione | Sydney 2000 |
| -------------------- | ----------------- | ----------- | ----------- |
| Olimpiadi 1996       | Balázs Kiss       | 81,24 m     | Assente     |
| Goodwill Games 1998  | Vasilij Sidorenko | 80,89       | Presente    |
| Europei 1998         | Tibor Gécsek      | 82,87 m     | Presente    |
| Coppa del mondo 1998 | Tibor Gécsek      | 82,68 m     | Presente    |
| Asiatici 1998        | Kōji Murofushi    | 78,57 m     | Presente    |
| Panamericani 1999    | Lance Deal        | 79,61 m     | Presente    |
| Mondiali 1999        | Karsten Kobs      | 80,24 m     | Presente    |
|                      |                   |             |             |
| Mondiali junior 1996 | Maciej Pałyszko   | 71,24 m     | Presente    |

1. ↑  Sotto la bandiera dell'Ungheria.
2. ↑  Il peso dell'attrezzo è 6 kg.

## La gara
Gara difficile perché la pioggia ha bagnato la pedana rendendola scivolosa. Si attende invano un lancio oltre gli 80 metri. Ci va vicino Szymon Ziółkowski alla seconda prova con 79,87. Al terzo turno Nicola Vizzoni gli arriva vicino con 79,64. Al turno successivo Ziółkowski oltrepassa la barriera degli 80 metri con 80,02, e questo sarà l'unico lancio della gara oltre la fettuccia.
Vizzoni si accontenta del secondo posto, Igor' Astapkovič, invece, non si accontenta dell'ottavo e piazza un lancio a 79,17 al quinto turno, eguagliando al centimetro il connazionale Ivan Cichan. Considerando la seconda miglior misura, prevale Astapkovič (79,06 contro 78,85 metri), mentre Cichan rimane ai piedi del podio.
Il secondo posto di Vizzoni è il miglior piazzamento per l'atletica italiana a Sydney.

## Risultati

### Turno eliminatorio
Qualificazione77,50 m
Raggiungono la misura in 5. Ad essi vengono aggiunti i 7 migliori lanci.
Non ce la fanno Lance Deal (75,61), argento ad Atlanta, ed il campione mondiale Karsten Kobs (72,29).

### Finale
Stadio Olimpico, domenica 24 settembre, ore 20:50.
| Pos | Paese       | Atleta            | Misura  |
| --- | ----------- | ----------------- | ------- |
|     | Polonia     | Szymon Ziółkowski | 80,02 m |
|     | Italia      | Nicola Vizzoni    | 79,64 m |
|     | Bielorussia | Igor' Astapkovič  | 79,17 m |
| 4   | Bielorussia | Ivan Cichan       | 79,17 m |
| 5   | Russia      | Ilja Konovalov    | 78,56 m |
| 6   | Italia      | Loris Paoluzzi    | 78,18 m |
| 7   | Ungheria    | Tibor Gécsek      | 77,70 m |
| 8   | Rep. Ceca   | Vladimir Maska    | 77,32 m |